# 1639
| [ Edytuj tabelę ]              | |
| Król Polski                    | - 1632 Władysław IV Waza 1648 |
| Współksiążęta Andory           | - 1634 Pau Duran 1651 - 1610 Ludwik XIII 1643                                                                                                 |
| Król Anglii i Szkocji          | - 1625 Karol I 1649 |
| Elektor Bawarii                | - 1623 Maksymilian I Bawarski 1651 |
| Elektor Brandenburgii          | - 1619 Jerzy Wilhelm 1640 |
| Sułtan Brunei                  | - 1619 Abdul Jailul Akhbar 1649 - 1625 Muhammad Ali 1660                                                                                      |
| Cesarz Chin                    | - 1627 Chongzhen 1644 |
| Król Czech                     | - 1637 Ferdynand III Habsburg 1657 |
| Król Danii                     | - 1588 Chrystian IV 1648 |
| Dalajlama                      | - 1617 Lobsang Gjaco 1682 |
| Cesarz Etiopii                 | - 1632 Fasiledes 1667 |
| Król Francji                   | - 1610 Ludwik XIII 1643 |
| Król Hiszpanii                 | - 1621 Filip IV 1665 |
| Landgraf Hesji-Kassel          | - 1637 Wilhelm VI Sprawiedliwy 1663 |
| Stadhouder Holandii            | - 1625 Fryderyk Henryk Orański 1647 |
| Szach Iranu                    | - 1629 Safi I 1642 |
| Państwo Wielkich Mogołów       | - 1627 Szahdżahan 1658 |
| Król Irlandii                  | - 1625 Karol I Stuart 1649 |
| Cesarz Japonii                 | - 1629 Meishō 1643 |
| Kalif                          | - 1623 Murad IV 1640 |
| Patriarcha Konstantynopola     | - 1638 Cyryl II Kontares 1639 - 1639 Parteniusz I 1644                                                                                        |
| Władca Korei                   | - 1623 Injo 1649 |
| Książę Kurlandii i Semigalii   | - 1587 Fryderyk Kettler 1642 |
| Książę Liechtensteinu          | - 1627 Karol Euzebiusz 1684 |
| Książę Monako                  | - 1612 Honoriusz II 1662 |
| Król Nawarry                   | - 1610 Ludwik XIII 1643 |
| Król Norwegii                  | - 1588 Chrystian IV 1648 |
| Sułtan Omanu                   | - 1624 Nasir ibn Murszid 1649 |
| Elektor Palatynatu             | - 1623 Maksymilian I Bawarski 1648 |
| Papież                         | - 1623 Urban VIII 1644 |
| Książę Parmy i Piacenzy        | - 1622 Edward I 1646 |
| Król Portugalii                | - 1621 Filip III 1640 |
| Książę w Prusach               | - 1620 Jerzy Wilhelm 1640 |
| Car Rosji                      | - 1613 Michał I 1645 |
| Cesarz Rzymski (niemiecki)     | - 1637 Ferdynand III Habsburg 1657 |
| Kapitanowie Regenci San Marino | - 1638 Livio Pellicieri Federico Tosini 1639 - 1639 Vincenzo Lorenzoni Paolo Antonio Onofri 1639 - 1639 Fulgenzio Maccioni Annibale Loli 1640 |
| Elektor Saksonii               | - 1611 Jan Jerzy I Wettyn 1656 |
| Król Szwecji                   | - 1632 Krystyna Waza 1654 |
| Król Tajlandii                 | - 1630 Prasat Thong 1655 |
| Sułtan Turków                  | - 1623 Murad IV 1640 |
| Doża Wenecji                   | - 1631 Francesco Erizzo 1646 |
| Król Węgier                    | - 1637 Ferdynand IV 1654 |
| Książęta Wirtembergii          | - 1628 Eberhard III 1674 |

Rok 1639 / MDCXXXIX
stulecia: XVI wiek ~
XVII wiek ~
XVIII wiek

lata: 1629 «
1634 «
1635 «
1636 «
1637 «
1638 «
1639
» 1640
» 1641
» 1642
» 1643
» 1644
» 1649

## Wydarzenia w Polsce
- 5 października-16 listopada – w Warszawie obradował sejm zwyczajny[1].

- 1 czerwca – obrączkowe zaćmienie Słońca widoczne w północnej Polsce.
- Zamieszki na tle religijnym w Wilnie. Kalwini zostali zmuszeni do opuszczenia miasta; zburzono ich zbór przy ulicy Świętomichalskiej.

## Wydarzenia na świecie
- 3 marca – brytyjscy osadnicy założyli Taunton (Massachusetts), jedną z najstarszych osad w Ameryce Północnej.
- 14 kwietnia – wojna trzydziestoletnia: zwycięstwo Szwedów nad armią sasko-austriacką w bitwie pod Chemnitz.
- 22 kwietnia – bulla papieża Urbana VIII zniosła wszelkiego rodzaju niewolnictwo w Ameryce Południowej.
- 8 maja – William Coddington założył miasto Newport w stanie Rhode Island.
- 17 maja – Persja i Imperium Osmańskie zawarły Traktat w Kasr-e Szirin.
- 17-19 sierpnia – wojna trzydziestoletnia: bitwa pod Dunkierką.
- 22 sierpnia – Anglicy założyli w Indiach faktorię handlową Madras.
- 31 października – wojna osiemdziesięcioletnia: stoczono bitwę morską na płyciźnie Downs.
- 4 grudnia – Jeremiah Horrocks zaobserwował przewidziane przez siebie przejście Wenus na tle tarczy Słońca.
- Po raz pierwszy do pomiaru wysokości opadów użyto deszczomierza.

## Urodzili się
- 20 marca − Iwan Mazepa, szlachcic, dyplomata, hetman Ukrainy Lewobrzeżnej (zm. 1709)
- 27 maja - Laura Martinozzi, księżna Modeny i Reggio (zm. 1687)
- 22 grudnia − Jean Baptiste Racine, francuski dramaturg (zm. 1699)

- data dzienna nieznana: 
  - Jan Stanisław Zbąski, polski duchowny katolicki, biskup przemyski (zm. 1697)

## Zmarli
- 20 stycznia − Mustafa I, sułtan turecki (ur. 1592)
- 18 lipca – Bernard, książę sasko-weimarski, landgraf Turyngii (ur. 1604)
- 20 sierpnia − Martin Opitz, niemiecki poeta i teoretyk literatury (ur. 1597)
- 28 października − Stefano Landi, włoski kompozytor (ur. 1587)
- 3 listopada – Marcin de Porrès, dominikanin, święty katolicki (ur. 1579)

## Zdarzenia astronomiczne
- 1 czerwca –częściowe zaćmienie Słońca[2].
- 4 grudnia – przejście Wenus na tle tarczy słonecznej[3]

## Święta ruchome
- Tłusty czwartek: 3 marca
- Ostatki: 8 marca
- Popielec: 9 marca
- Niedziela Palmowa: 17 kwietnia
- Wielki Czwartek: 21 kwietnia
- Wielki Piątek: 22 kwietnia
- Wielka Sobota: 23 kwietnia
- Wielkanoc: 24 kwietnia
- Poniedziałek Wielkanocny: 25 kwietnia
- Wniebowstąpienie Pańskie: 2 czerwca
- Zesłanie Ducha Świętego: 12 czerwca
- Boże Ciało: 23 czerwca